# 1937 w polityce

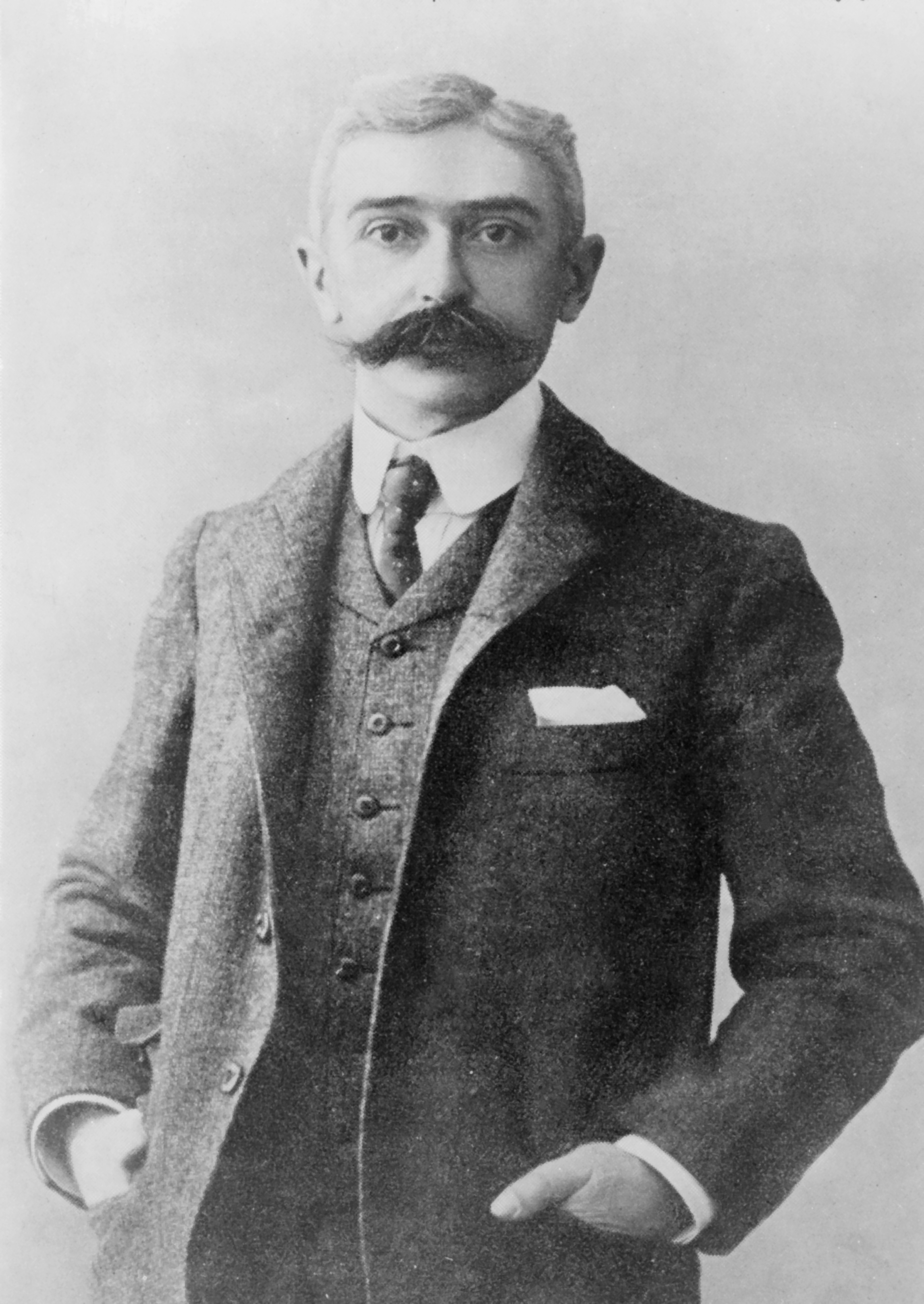
Pierre de Coubertin

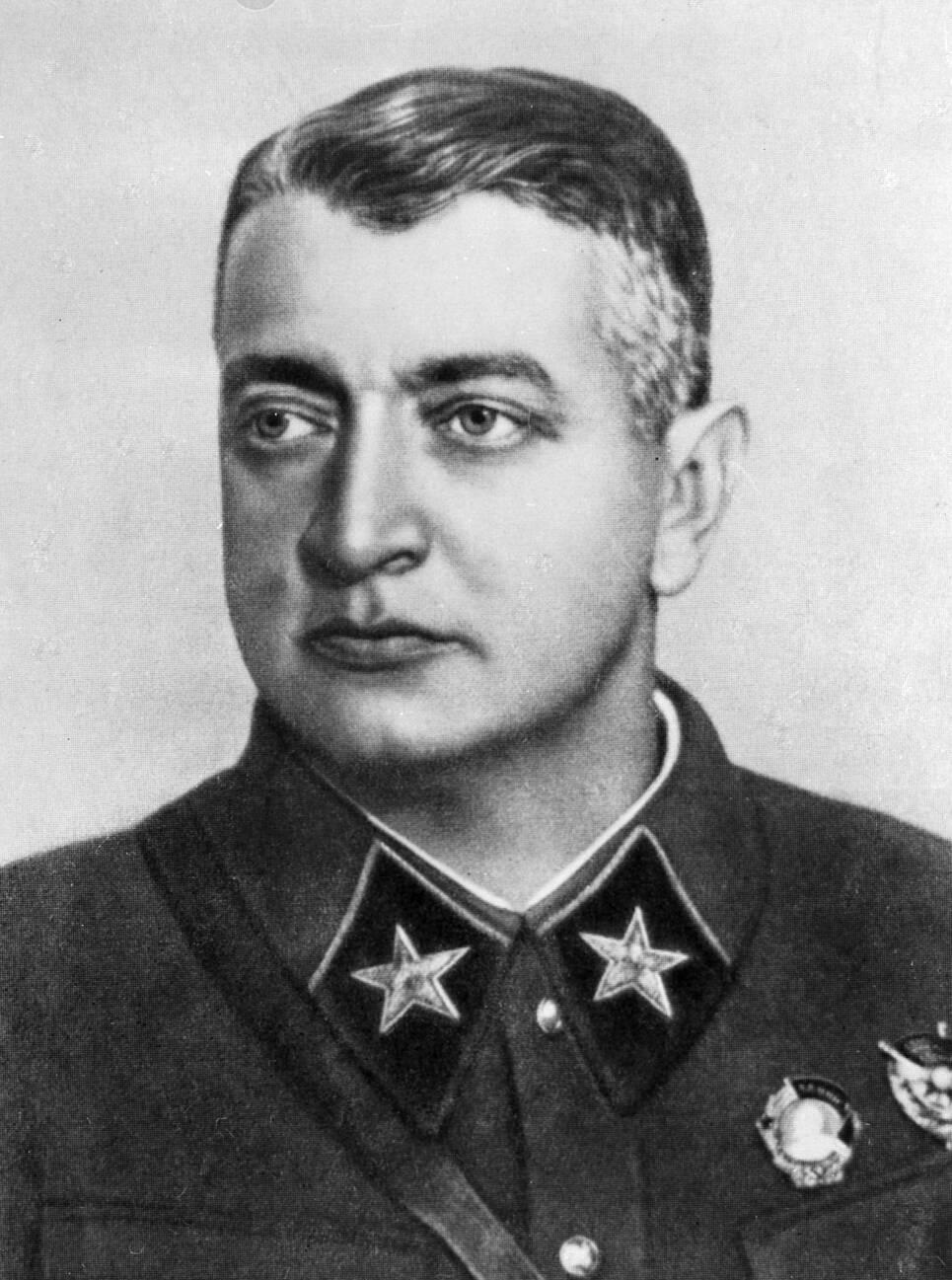
Michaił Tuchaczewski, marszałek Związku Radzieckiego

Wydarzenia polityczne w 1937 roku.

## Styczeń
- 1 stycznia – Anastasio Somoza García został dyktatorem Nikaragui[1].

## Luty
- 5 lutego – Eugeniusz Kwiatkowski przedstawił plan stworzenia Centralnego Okręgu Przemysłowego[2].
- 22 lutego – zmarł James P. Buchanan, amerykański polityk[3].

## Marzec
- 16 marca –  urodził się William Lester Armstrong, amerykański polityk[4].

## Kwiecień
- 20 kwietnia – zmarł James Gillett, amerykański polityk[5].
- 28 kwietnia – urodził się Saddam Husajn, dyktator Iraku, stracony w 2006[6].

## Maj
- 28 maja – Neville Chamberlain został premierem Wielkiej Brytanii[7].

## Czerwiec
- 11 czerwca – Michaił Tuchaczewski, były marszałek Związku Radzieckiego, został zastrzelony[8].

## Lipiec
- 6/7 lipca – w wyniku wymiany ognia między japońskimi żołnierzami stacjonującymi w Chinach a Chińczykami Japonia zdecydowała się rozpocząć wojnę z Chinami[2].

## Sierpień
- 16–25 sierpnia – w Małopolsce odbyły się wielkie manifestacji chłopskie zorganizowane przez Stronnictwo Ludowe. Podczas niektórych manifestacji doszło do walk z policją, w których zginęło łącznie 44 demonstrantów. 5 tys. uczestników protestów aresztowano[2].
- 17 sierpnia – urodził się Michael Fitzgerald, brytyjski arcybiskup, dyplomata watykański[9].

## Wrzesień
- 2 września – zmarł Pierre de Coubertin, francuski historyk i pedagog, odnowiciel idei olimpijskiej[10].

## Październik
- 10 października – powołano do życia Stronnictwo Pracy (SP). Prezesem SP został generał Józef Haller[2].

## Listopad
- 6 listopada – Włochy przystąpiły do paktu antykominternowskiego[2].

## Grudzień
- 10 grudnia – Pokojową Nagrodę Nobla otrzymał Robert Cecil[2].
- 12 grudnia – Japonia zdobyła Nankin. W ciągu dwóch tygodni japońscy żołnierze zamordowali od 200 do 300 tysięcy osób[2].